# Ernie Ball (entreprise)
Ne doit pas être confondu avec Ernie Ball (entrepreneur).

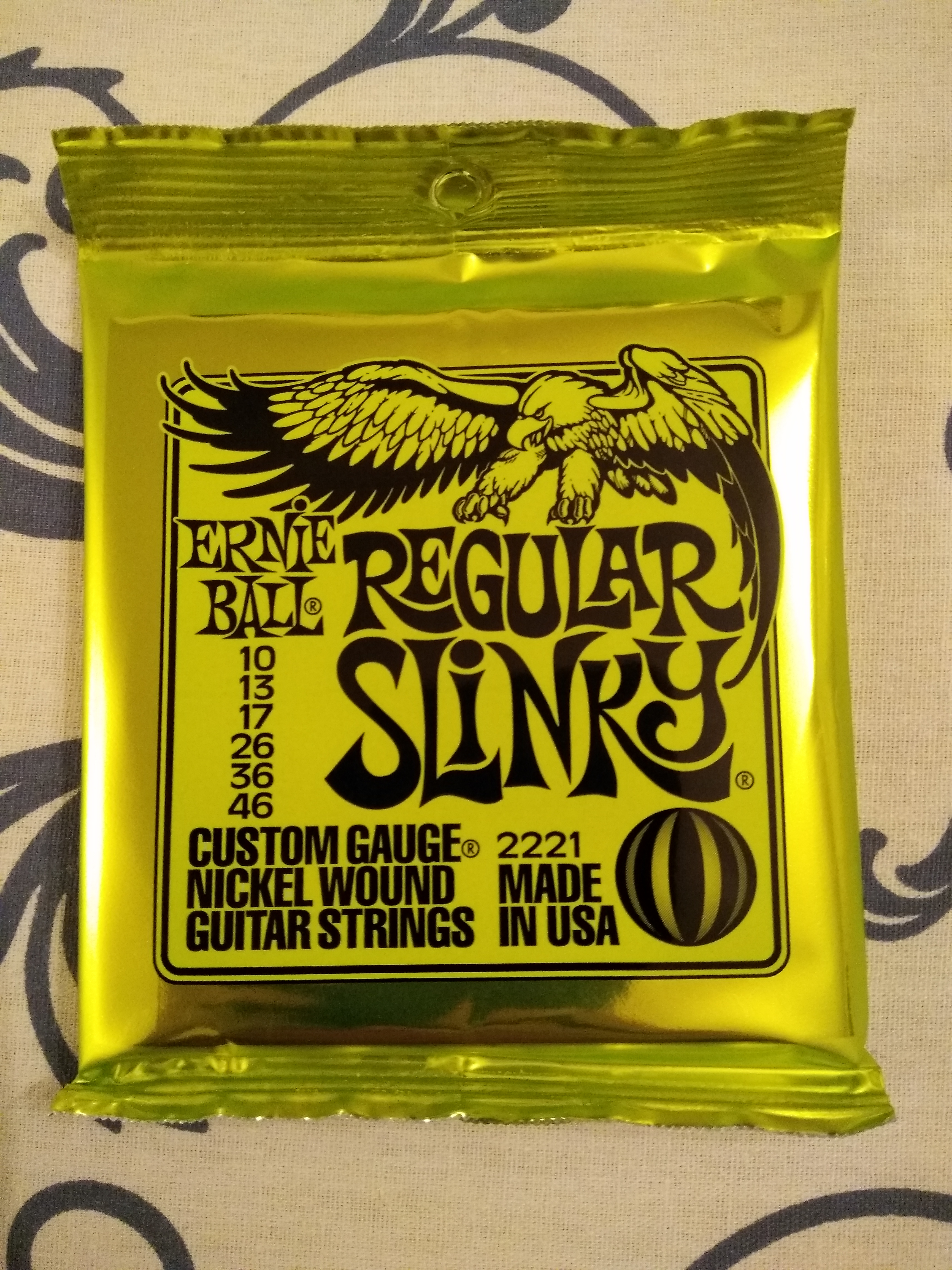
Un jeu de cordes pour guitare électrique Ernie Ball Slinky 10-46.

Ernie Ball est une entreprise américaine d'instruments de musique, notamment de cordes pour guitare et basse. Elle est fondée par Roland Sherwood « Ernie » Ball en 1962 et est basée à San Luis Obispo en Californie. Les cordes Ernie Ball sont utilisées par de très nombreux guitaristes à travers le monde.

## Histoire
Selon le compositeur britannique Mo Foster[réf. incomplète], Ball fut le premier industriel dans les années 1950 à remarquer et exploiter la tendance des utilisateurs de guitare électrique à utiliser des cordes de banjo, plus fines et plus légères que les cordes habituelles, afin d'améliorer le confort de jeu et la jouabilité de l'instrument. Cela l'a mené à développer des jeux de cordes appelés 'slinky' qui vont devenir son produit phare.
L'entreprise Ernie Ball est la première à créer une guitare basse acoustique, introduite sous le nom 'Earthwood' en 1972.
En 1984, l'entreprise Ernie Ball rachète Music Man. Les locaux de Music Man sont transférés de Fullerton (là où Fender fabrique ses instruments) à San Luis Obispo, en Californie, près de l'usine de fabrication de cordes d'Ernie Ball.
Le 9 septembre 2004, Ernie Ball décède. L'entreprise est alors présente dans 70 pays et ses cordes vendues dans plus de 5 000 magasins de musique. Après la mort d'Ernie Ball, l'entreprise est dirigée par son fils Sterling Ball.
L'entreprise Ernie Ball organise également plusieurs festivals de musique, dont le Battle of the Bands.